# Anshelle
Anshelle ist eine Schweizer Acoustic Popband aus Bern.

## Geschichte
Anshelle veröffentlichte im Jahr 2002 als Produzententeam das erste Album Part of the Game.
Nach einer kompletten Umstrukturierung im Jahr 2006 veröffentlichte die nun als Band konzipierte Musikergruppe das zweite Album Rewind Please (2007), unter Mitarbeit von Co-Produzent Gert Stäuble (Züri West), und erreichte Platz 74 der Schweizer Albumcharts. Anshelle wurde zur Swiss Top Band des Monats September 07 erkoren und gewann den Toronto Exclusive Magazine Award 07 in den Sparten „Best International Pop Song“ (Rewind Please) und „Best International Pop-Band“. Im Februar 2008 war die Band auf einer Nordirland Promotion-Tour der dritten Singleauskopplung I’m Alright.
2009 brachte die Band das Album Betty’s Garden heraus, welches unter der Mithilfe von Steve Lyon sowie Gert Stäuble produziert wurde. Das Album erreichte Platz 31 der Schweizer Albumcharts und die Singles Crossroads und Secret Garden wurden im selben Jahr veröffentlicht. 2010 erschien die EP Good Days mit 2 Remixes von Monsieur Morphologue und dem Produzententeam DICK&klein sowie zwei Remixes der Songs Crossroads (Beatblaster S. Remix) und Slighly Underdressed (DICK&klein) plus eine Spezialversion des Songs Little Mountain. Ende des Jahres 2010 erhielt die Band erneut den Toronto Exclusive Magazine Awards in der Sparte "Best International Rock Album".
Nach einer Pause im Jahre 2011 nahm die Band ihr viertes Studioalbum All In in Eigenregie auf. Das Album wurde von Rob Chiarelli von Final Mix in Los Angeles gemischt und durch Dick Beetham von 360 Mastering in London gemastert. Die erste Singleauskopplung I Can See Your Beauty wurde mit dazugehörigem Videoclip am 28. Januar 2012 veröffentlicht. Der Videoclip zu I Can See Your Beauty wurde vom internationalen Filmemacher und Animationskünstler Cristian Guerreschi realisiert. Auf ihrer Club- und Festivaltour 2012/2013 spielte die Band unter anderem folgende Konzerte: Heitere Open Air, Mühle Hunziken, Hotel Murten etc.
2013 erschien das erste Unplugged Album Unplugged Sessions, welches 7 Accoustic-Versionen von Songs der Alben Rewind Please, Bettys Garden und All In beinhaltet und von der Band in Eigenregie aufgenommen und produziert wurde.
Im Mai 2014 veröffentlichte die Band die Radiosingle Already Gone inkl. dazugehörigen Video. Already Gone ist eine internationale Co-Produktion mit den kalifornischen Songwritern Nate und Kaelie Highfield und dem mit Gold ausgezeichneten Produzenten Sky van Hoff (Mrs. Greenbird, X Factor Deutschland). Im August 2014 erschien das fünfte Studio-Album Blink of an Eye. Die Radiosingle Already Gone sowie weitere Songs vom Album schafften es in die Playlists der nationalen und privaten CH-Radiostationen. Der Song wurde zudem als Finalist des UK Songwriting Contest 2014 erkoren.
Das siebte Studioalbum VII der Berner Band erschien erneut in Eigenregie am 20. Oktober 2017. Die erste Radiosingle Boomerang erschien am 15. September 2017 und erreichte die Top100 der Schweizer Airplay-Charts.
Nach einer längeren Schaffenspause – auch bedingt durch die Coronapandemie – veröffentlichte Anshelle 2023 in der Gründerbesetzung (Michèle Anne Bachmann, Phil Küffer und Sandro Marretta) das achte Studioalbum "This Is Us".

## Diskografie

### Studioalben
- This Is Us (2023)
- VII (2017)
- Blink of an Eye (2014)
- Unplugged Sessions (2013)
- All In (2012)
- Betty’s Garden (2009)
- Rewind Please (2007)
- Part of the Game (2002)

### Maxi-Singles
- Good Days – EP (2010)

### Radio-Singles
- Carolina Radio Edit (2024)
- Dreamers (2024)
- After All This Time (2023)
- Wild And Young (2018)
- Boomerang (2017)
- Already Gone (2014)
- There Is A House (2013)
- A Long Way to Go (2013)
- I Can See Your Beauty (2012)
- Good Days (2010)
- Secret Garden (2009)
- Crossroads (2009)
- I’m Alright (2007)
- Hayfield (Bring Me Back) (2007)
- Rewind Please (2007)
- Bangkok Smiling (2002)
- Think of Me (2002)
- Go-Girl (2002)